# История почты и почтовых марок Туркменистана
История почты и почтовых марок Туркменистана охватывает три основных этапа развития почтовой связи на территории этого государства — дореволюционный, советский (1918—1991) и независимый (с 1991), с которым также связано начало эмиссии собственных почтовых марок Туркменистана (с 1992).

## Развитие почты

### Дореволюционный период
Начиная примерно с 1830 года на территории Туркменистана, находившейся в составе Российской империи, стала развиваться общегосударстенная российская почта.

### В составе СССР

#### Туркменская ССР
В советское время почта Туркменской ССР, образованной в 1924 году, была частью единой советской системы связи, и оплата почтовых сборов на её территории производилась марками Советского Союза.
| |
| Специальное гашение на односторонней почтовой карточке с оригинальной маркой (ЦФА [АО «Марка»] № 66), выпущенной Министерством связи СССР и посвящённой XIV Генеральной ассамблее Международного союза охраны природы и природных ресурсов, которая проводилась в Ашхабаде. На специальном почтовом штемпеле также указано: «25.IX — 5.X.1978. Почтамт. Ашхабад. Ашгабат» |

#### Туркменская тематика на марках СССР
Сюжеты, посвящённые республике, персоналиям и национальной специфике Туркменистана, можно встретить как на отдельных почтовых миниатюрах, так и в составе серий марок СССР. Например, на двух марках — из серии 1938 года «Государственный герб СССР и гербы союзных республик» (ЦФА [АО «Марка»] № 578) и из такой же серии 1947 года (ЦФА [АО «Марка»] № 1127) — был изображён герб Туркменской ССР.
Двадцатипятилетию республики была посвящена серия 1949 года из трёх марок (ЦФА [АО «Марка»] № 1493—1495), на которых были представлены текстильная фабрика, плотина и нефтяные вышки.
Туркменские колхозники изображены на марке 1957 года (ЦФА [АО «Марка»] № 2090). Павильон Туркмении на Всесоюзной сельскохозяйственной выставке представлен на рисунке марки (ЦФА [АО «Марка»] № 1831). Ещё одна почтовая марка СССР была издана к 40-летию республики в 1964 году.
В 1959 году появилась марка, которая была приурочена к 225-летию со дня рождения туркменского писателя Махтумкули (ЦФА [АО «Марка»] № 2364).
- Туркменские сюжеты на некоторых почтовых марках СССР
- 1957: Туркменская ССР. Колхозники (ЦФА [АО «Марка»] № 2090)
- 1958: Памятник В. И. Ленину в Ашхабаде

- 1959: Махтумкули (ЦФА [АО «Марка»] № 2364)
- 1963: Туркменские костюмы (ЦФА [АО «Марка»] № 2847)

## Выпуски почтовых марок
Туркменистан объявил о своём суверенитете 22 августа 1991 года, а 27 октября того же года о своей независимости. До выпуска собственных почтовых марок здесь использовались марки Советского Союза.
Первая туркменская марка номиналом в 50 копеек была выпущена 26 апреля 1992 года (Mi #1). Она была подготовлена при участии Издатцентра «Марка» (художник Г. Комлев) и по особенностям оформления составляет общую серию с марками Казахстана (0,50 — «Золотой воин») и первой маркой Таджикистана (0,50 — «Золотая пряжка со сценой охоты на дикого кабана»).
В отличие от многих других бывших советских республик, Туркменистан не выпускал надпечаток на советских марках для удовлетворения потребностей почтовой службы после обретения независимости, хотя ряд надпечаток был сделан на марках Туркменистана в 1992 и 1993 годах (Mi #13—14, 25—29).
- Надпечатка в виде головы лошади на марке Туркменистана 1992 года (Mi #14d)
- Марка Туркменистана из серии 1993 года в честь визита  президента С. Ниязова в США

## Фальсификации
В начале 1920-х годов появлялись беззубцовые и зубцовые фальсификаты Туркестана.
В 2000 году Туркменистан, как член Всемирного почтового союза, распространил через ВПС уведомление о существовании фальшивых марок на тему «Чемпионат Европы по футболу EURO-2000» номиналом в 120,00 манат, изданных якобы от имени этого государства.